# فينيزوريكس
فينيزوريكس (بالإنجليزية: Fenisorex)‏ هو عقارٌ أمفيتامينيٌّ قاطع للشهية، ولا يُعرف له سوقًا إلى الآن.